# Theristus mirabilis
Theristus mirabilis is een rondwormensoort uit de familie van de Xyalidae. De wetenschappelijke naam van de soort is voor het eerst geldig gepubliceerd in 1933 door De Coninck & Stekhoven.